# The Soul Snatchers
The Soul Snatchers is een Nederlandse soul- en funkband en bestaat sinds 2006. De band maakt deel uit van de zogeheten ‘rare groove’ scene.

## Geschiedenis
De band startte in 2006 als een project van Ton van der Kolk en Timothy van der Holst (Phil Martin) uit Dordrecht. De eerste muziekuitgave, een 7-inchvinylsingle, werd zo goed ontvangen door deejays als Keb Darge, Kenny Dope Gonzales en Paul Weller dat begin 2007 een band werd geformeerd. De eerste single bevatte twee nummers: Sniffin' & Snatchin' en Get Yourself Together.
Begin 2007 werd de band geformeerd. Hammond-speler Govert van der Kolm, gitarist Ron 'Parelvet' Smith en zangeres Yolanda Kalb sloten zich aan. Niet veel later volgde ook de Dynamite Horns-blazerssectie bestaande uit Ruud Kleiss (trompet), Tjeerd Brouwer (trombone) en Thomas Streutgers (tenorsax). Vanaf het begin sloot gastzanger Jimi Bellmartin (Jimmy Bell Martin) zich aan bij de groep.
In 2010 verlieten toetsenist Govert van der Kolm en zangeres Yolanda Kalb de band. Frank Montis kwam de band versterken op hammondorgel. In 2012 verliet Frank de band en nam Bas Uijtdewilligen het hammondspel voor zijn rekening. In 2016 maakte Bas plaats voor Elvis Sergo achter het orgel.
Jimi Bellmartin won in 2018 solo The Voice Senior op 69-jarige leeftijd.

## Discografie
- Sniffin' & Snatchin' / Get Yourself Together (7 inch, 2006) - Social Beats
- People People / Get Yourself Together (7 inch, 2007) - Social Beats
- Sniffin' & Snatchin' (album, 2008) - Social Beats[4]
- Good & Plenty / Soul to Soul (7 inch, 2009) - Unique Records
- Scratch My Itch (album, 2012) - Unique Records[5]
- Where Y'At? (album, 2016) - Social Beats